# Город Ильеус
«Го́род Илье́ус» (порт. São Jorge dos Ilheus) — роман Жоржи Амаду 1944 года, первое переведённое на русский язык произведение бразильского писателя, опубликованное в 1948 году под названием «Земля золотых плодов».

## Баиянская трилогия
В отечественных источниках наблюдается путаница относительно состава баиянской трилогии. Так, в 1981 году издательство «Урожай» (Киев) выпустило трилогию в составе: «Бескрайние земли», «Город Ильеус» и «Красные всходы». Согласно предисловию И. Ю. Тыняновой к изданию романа под названием «Город Ильеус», данное произведение не входит в цикл о Баие: «В прологе к „Капитанам песка“ Амаду говорит, что этой книгой заканчивается цикл его романов о Баии. Однако впоследствии он пишет ещё два романа, действие которых происходит в его родном штате: „Земля без конца и без края“ [или в другом переводе „Бескрайние земли“] и „Город Ильеус“. И всё же заключительной книгой цикла романов о Баии нужно считать „Капитаны песка“, а не „Город Ильеус“. „Земля без конца и без края“ и „Город Ильеус“ — это новая ступень в творчестве Жоржи Амаду». Цикл из 3 романов о Баие был начат романом «Жубиаба» (Jubiabá, 1935), продолжен романом «Мёртвое море» (Mar morto, 1936) и завершён романом «Капитаны песка» (Capitães da areia, 1937).
По мнению В. Н. Кутейщиковой, романы «Бескрайние земли» и «Город Ильеус» составляют дилогию, посвящённую истории колонизации края какао.

## Содержание
Действие романа относится к 1930-м годам, когда в Бразилии происходил ажиотажный рост цен на какао. Место действия — Ильеус, время действия охватывает 4 года. Основой сюжета служит борьба оптовых торговцев какао за захват фазенд, принадлежащих крупным землевладельцам, так называемым «полковникам». Они также активно сотрудничают с правящей партией интегралистов и финансируют фашистов.
Структурно роман делится на две части: «Земля даёт золотые плоды» (4 главы) и «Земля меняет хозяина» (1 глава). Сюжет его многослоен, многочисленные персонажи принадлежат к самым разным социальным слоям: экспортёр Карлос Зуде и его жена дона Жульета; мелкий плантатор Антонио Витор и его жена Раймунда; бедный поэт Сержио Моура, служащий Коммерческой ассоциации, влюблённый в Жульету; сын Антонио — коммунист Жоаким, служащий автомехаником. Отдельно описан невыносимый быт работников на плантациях какао и жизнь двух борцов за свои права: негра Флориндо и Варапау — бродяги, которого занесло на фазенду после того, как его бросила прекрасная мулатка Роза. Вставной сюжет повествует о судьбе приезжих аргентинцев: куртизанки Лолы и жиголо Пепе Эспинолы. Пепе шантажирует любовников Лолы, но в конце концов осуждён за мошенничество, после чего Лола кончает жизнь самоубийством.
Крупные экспортёры какао во главе с Карлосом Зуде составляют сговор и начинают постепенное неуклонное повышение закупочных цен на какао, провоцируя в Ильеусе лихорадку неслыханной роскоши и мотовства. Карлос мало обращает внимания на Жульету, которая постепенно сближается с Сержио Моура, но пока не хочет расставаться с роскошной жизнью. В финале происходит одномоментное падение цен, и полное разорение всех помещиков. Они не желают отдавать свои земли без боя: так, бывший любовник Лолы — полковник Фредерико Пинто, убивает одного из оптовиков — захватчиков его плантаций, и садится в тюрьму вместе с Пепе. Только полковник Манека Дантас сумел спастись: потратив более 500 конто на строительство городского особняка, в самом начале падения цен он оформил фиктивную ипотеку на соседнего мелкого помещика, и смог сохранить примерно четверть былых владений. Особняк достался одному из оптовиков.
Жульета расстаётся с золотой клеткой и уезжает вместе с Сержио. Финал романа пессимистичен: Варапау и Жоаким организуют мирную акцию протеста лишившихся работы плантационных рабочих, но её расстреливает полиция. Антонио Витор и Раймунда до последнего вздоха защищают с оружием в руках свою маленькую плантацию, купленную с аукциона Карлосом Зуде. Вместе с Антонио и Раймундой гибнет в конце «Города Ильеуса» вековая мечта человека о собственном клочке земли.

## Основные издания на русском языке
Первое издание романа на русском языке было переведено с испанского перевода, причём по требованию редакции поменялись местами две последние главы, чтобы текст не кончался пессимистически. Перевод с португальского И. Ю. Тыняновой был снабжён предисловием И. Г. Эренбурга.
- Жоржи Амаду. Земля золотых плодов (роман, перевод М. Рожицыной). М.: Издательство иностранной литературы, 1948. 434 с.
- Амаду Ж. Земля золотых плодов (Город Ильеус). Роман / Пер. И. Ю. Тыняновой. М.: Издательство иностранной литературы, 1955. 359 с.
- Жоржи Амаду. Город Ильеус. Роман. Перевод с порт. Инны Тыняновой. Серия: Зарубежный роман 20 века. М.: Художественная литература, 1963. 390 с.
- Амаду Ж. Земля золотых плодов. (Город Ильеус). Киев: Урожай, 1981. 360 с. Переиздания 1982 и 1983 гг.
- Амаду Ж. Город Ильеус. Перевод с порт. Инны Тыняновой. Серия: Зарубежная классика. М.: АСТ, Астрель, 2011. 445 с. ISBN 978-5-17-071216-8